# Peter Scully
Peter Gerard Scully (*13. ledna 1963, Melbourne) je australský zločinec, vrah a sexuální deviant odsouzený za obchodování s lidmi a sexuální zneužívání nezletilých dívek. Je souzen i za další zločiny proti dětem, zejména pro výrobu a prodej dětské pornografie, mučení a vraždu 11leté dívky.

## Životopis
Peter Scully se narodil v australském Melbourne 13. ledna 1963. Podle svých slov byl v dětství zneužíván knězem. Později žil se svou manželkou a dvěma dětmi v Narre Warren na předměstí Melbourne. Roku 2011 musel utéct do Manily, hlavního města Filipín, kvůli vyšetřování podvodu, kdy zpronevěřil přes 2,68 milionu dolarů.
Po příjezdu do Manily vybudoval síť obchodování s dětmi, která nabízela placená videa, kde byly děti mučeny a sexuálně zneužívány. Využíval k tomu tzv. dark web. Mezi oběťmi bylo i 18 měsíční dítě, pověšené hlavou dolů, přičemž bylo Scullym a dvěma komplici mučeno a znásilňováno. V této práci mu pomáhaly zpravidla dvě jeho filipínské přítelkyně Carme Ann Alvarez a Liezyl Margallo, případně Filipínka Maria Dorothea Chi y Chia.

### Daisy's Destruction
Nejznámějším Scullyho výzkumem bylo video nazvané Daisy's Destruction (česky Destrukce slečny Daisy), které bylo prodáváno klientům za ceny nad 10 000$. Je to několikadílný film, který byl pro svou extrémnost a brutalitu jeden čas považován za městskou legendu. Objevilo se v něm mučení a brutální znásilnění několika dětí Scullym a jeho filipínskými komplici. Tři hlavní oběti byly Liza (12 let), Cindy (11 let), a Daisy (18 měsíců).
Scully zveřejnil Daisy's Destruction na své tajné webové stránce s dětskou pornografií nazvané „No limits fun“ („NLF“, v českém překladu „Zábava bez hranic“). Mezi lidmi, kteří nahrávku získali, byl Australan Matthew David Graham, jeden z největších distributorů dětské pornografie známý pod přezdívkou Lux.
Během hledání Scullyho na Filipínách byly zjištěny i osudy dětí zneužívaných v Daisy's Destruction. Jedenáctiletá Cindy byla zavražděna, údajně Scullym. Předtím byla podrobena znásilňování, mučení a byla nucena si vykopat vlastní hrob. Údajně je Scully zachycen na videozáznamu, jak zabijí Cindy. Liza je naživu, stejně jako Daisy, i když s ní bylo zacházeno tak brutálně, že měla trvalé fyzické zranění. Obě děti musely vykopat vlastní hrob a Scully nařídil Margallo, aby je zabila. Ta je však propustila a dívky utekly na policejní stanici, kde vše nahlásily.

## Zadržení a soud
Před tím, než se video Daisy's Destruction stalo veřejně známým, Sully prodával video soukromě na základě pay-per-view (platba za zhlédnutí). Matthew Graham, který měl k videu přístup, jej však po nějaké době zveřejnil. Díky obsahu si video získalo pozornost veřejnosti, médií i policejních orgánů. Holandský národní tým pro vykořisťování dětí jako první zahájil vyšetřování s cílem lokalizovat oběti. Následně bylo zahájeno mezinárodní pátrání po osobách odpovědných za produkci videa. Zjistili však pouze to, že video bylo natočeno na Filipínách.
Na přelomu let 2014 a 2015 se na policejní stanici v Malaybalay objevily dvě dívky z videonahrávky Daisy's Destruction. Nahlásily vše, co jim bylo prováděno a pomohli tak k identifikaci Scullyho. Scully byl dopaden mezinárodní policií v Malaybalay na Filipínách 20. února 2015. Podle německého televizního kanálu n-tv Scully znásilnil 75 dětí. Byl souzen spolu s dalšími, kteří se podíleli na tvorbě jeho pornografie, včetně čtyř mužů - Němce Christiana Rouche, Filipínce Alexandra Laa a Althea Chia a brazilského lékaře Haniela Caetana de Oliveira.
V říjnu 2015 požár vážně poškodil místnost s důkazy, která obsahovala Scullyovy počítačové záznamy a videa, a zničil klíčové důkazy. Protože je korupce na Filipínách velmi častá, někteří lidé věří, že Scully uplatil místního policistu, aby místnost podpálil.
13. června 2018 byl Scully a jeho přítelkyně Alvarez odsouzen na doživotí. Filipínská vláda dokonce uvažovala o znovuzavedení trestu smrti speciálně pro Scullyho.